# Dąb Maciek
Dąb Maciek – pomnikowy dąb szypułkowy rosnący w Białowieskim Parku Narodowym. Najpotężniejszy współcześnie znany dąb Puszczy Białowieskiej. 
Jest to najbardziej okazały dąb Białowieskiego Parku Narodowego i całej Puszczy Białowieskiej, do którego należy rekord obwodu pnia na wys. 130 cm od postawy (741 cm) (2009 r.) i rekord wysokości (40,8 m). Grubszym jest odeń martwy Dąb Beczka (760 cm), który jest jednak znacznie mniejszy.
Wysokość strzały pnia do pierwszej gałęzi wynosi 17–18 m, a całkowita wysokość strzały pnia 26–27 m. Korona drzewa jest rozłożysta na ponad 30 m. Objętość drzewa oceniana jest na 80 m³ i pod tym względem przewyższa go w Polsce tylko jeden dąb – Dąb Chrobry.
Wiek dębu szacowany jest na około 450 lat, żywotność drzewa bardzo dobra. Jeden z najpotężniejszych dębów w Polsce. Pierwsze wzmianki o dębie pochodzą z połowy XX wieku, od tego czasu stracił jeden konar, a w dolnej partii pnia nastąpił znaczny ubytek kory. Zaliczany jest do dębów, które wcześnie wypuszczają liście na wiosnę i wcześnie je tracą jesienią.
Na początku lat 80. Cezary Bańka, strażnik BPN, nazwał go Maćkiem, na cześć swego syna.